# Listă de compozitori de muzică cultă: Q
- Qu Xiao-Song (* 1952)
- Paolo Quagliati (ca. 1555 - 1628)
- Johann Joachim Quantz (1697 - 1773)
- Felice Quaranta (1910 - 1992)
- Bertin Quentin (16?? - 1767)
- Roger Quilter (1877 - 1953)
- Marcel Quinet (1915 - 1986)